# نيكيتاس أوريفاس

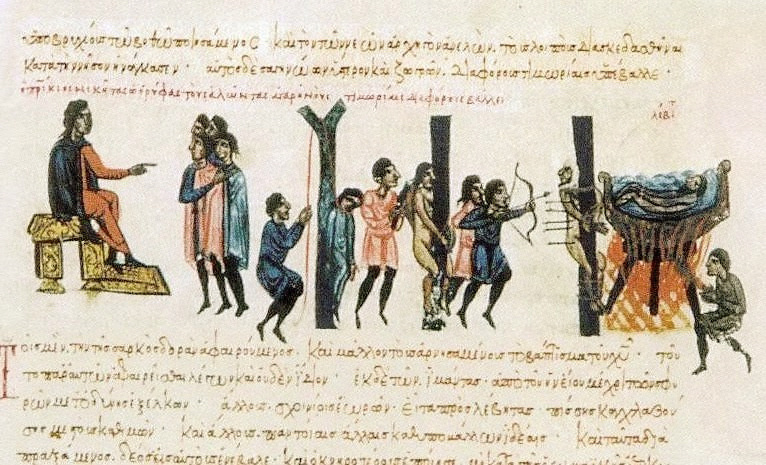
أوريفاس يُعاقب أسرى إمارة كريت المسلمين.

نيكيتاس أوريفاس (باليونانية: Νικήτας ὁ Ὀρύφας أو Ὠορυφᾶς)‏  كان إمبراطوراً بيزنطينياً وأرستوقراطياً رومانياً. وأدميرالاً في عهد الإمبراطور البيزنطي ميخائيل الثالث في الفترة من (842–867) وفي عهد باسل الأول (867–886) الذي حقَّق عدة انتصارات ضد المغيرين الشرقيين.